# Ruellia blechum
Ruellia blechum là một loài thực vật có hoa trong họ Ô rô. Loài này được L. miêu tả khoa học đầu tiên năm 1759.

## Hình ảnh

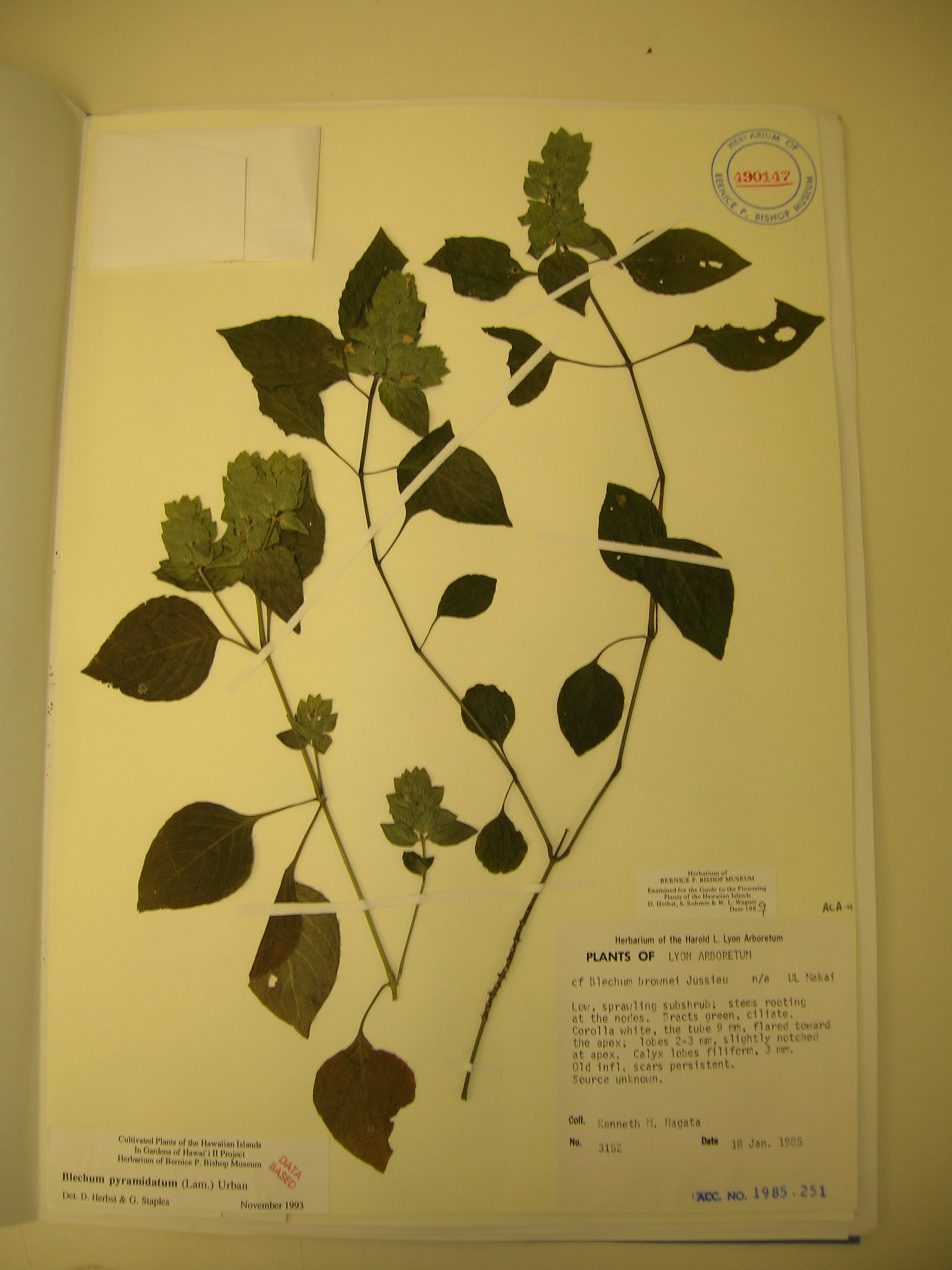
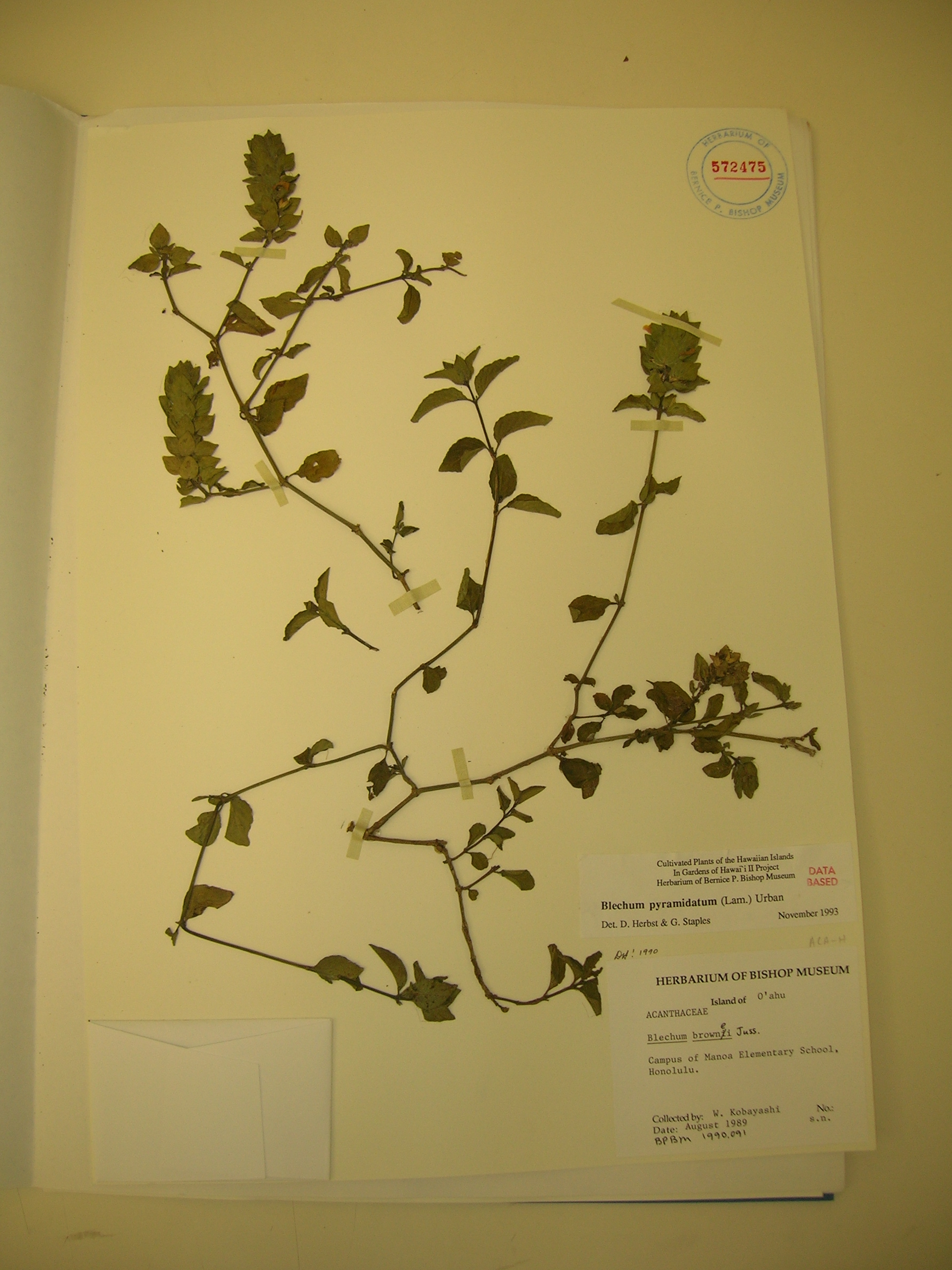
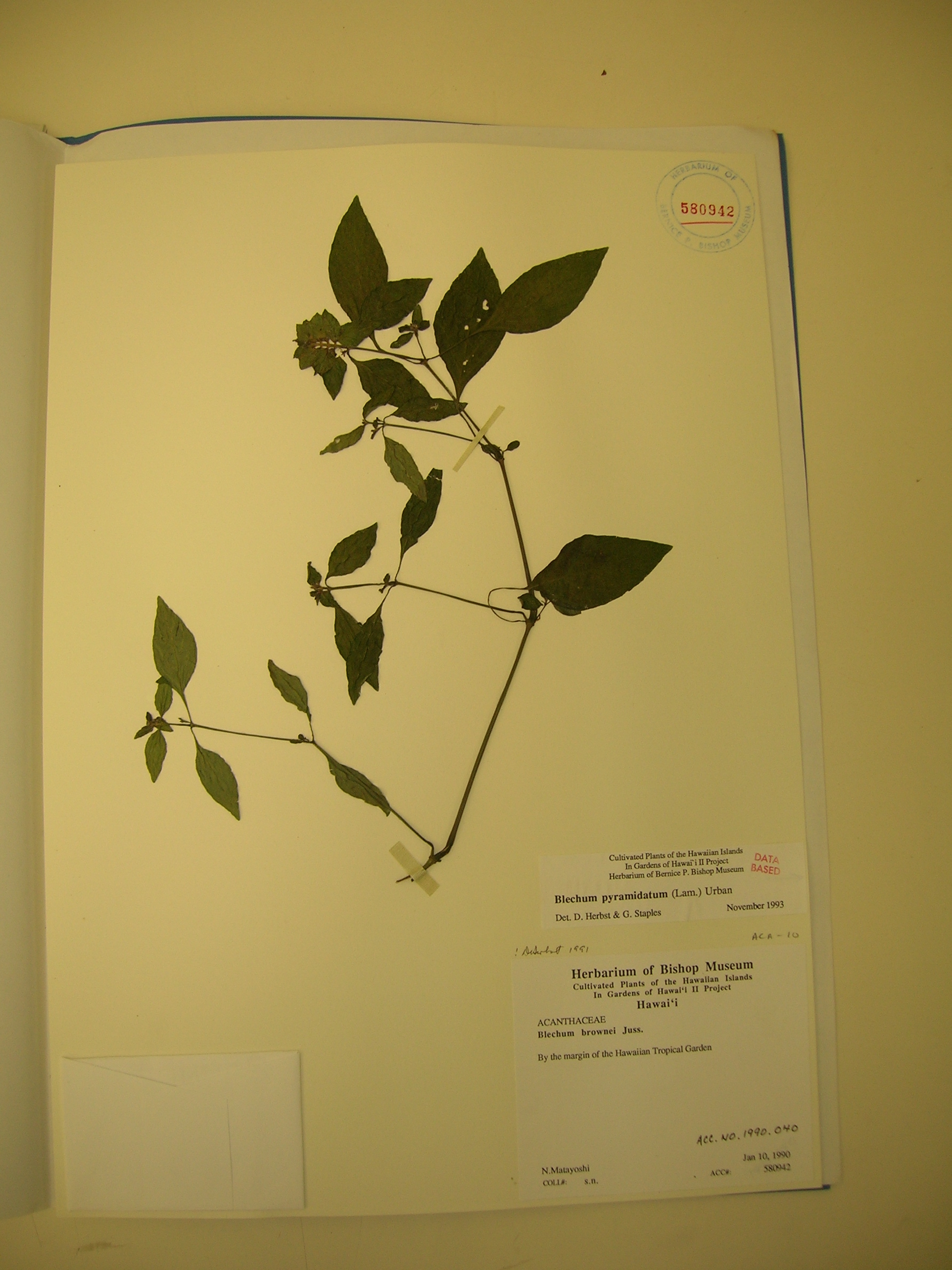